# 패션플러스
'가장 가까운 아울렛' 패션플러스(FASHIONPLUS)는 650만 회원을 보유한 패션플랫폼이다.
여성, 남성, 액티비티, 키즈, 명품, 라이프스타일, 백화점/아울렛/디자이너 브랜드 등 특정 카테고리에 국한되지 않은 약 9,000개의 입점 브랜드와 450만 여개의 다양한 제품을 선보이며 20대부터 50대까지 폭넓은 고객층을 보유하고 있다.
패션플러스는 대명화학 계열사로 1999년 국내 최초 온라인 쇼핑몰로서 2024년 10월 하고하우스와 합병하여, 자사몰 운영을 바탕으로 국내 유명 브랜드의 본사/매장/밴더 등 다양한 입점 형태와 타 온라인 채널과의 제휴 등을 통해 사업을 확장하고 있는 온라인 플랫폼이다.

## 연혁
| 1999년 | 국내 최초 온라인 패션쇼핑몰 오픈                                             |
| 2005년 | 대한민국 섬유 대상 유통부분 수상, 한국 패션 브랜드 대상 유통부분 수상        |
| 2010년 | 세계 최대 B2B쇼핑몰 '알리바바(www.alibaba.com)'와 MOU 체결                   |
| 2011년 | 2010년 인터넷 쇼핑몰 의류 부문 소비자 만족도 1위 쇼핑몰 선정                 |
| 2012년 | 모다아울렛과 전략적 제휴관계 체결 및 투자유치                                |
| 2015년 | 백화점/아울렛 전문관 오픈                                                    |
| 2016년 | 경영진 변경 및 키즈전문몰 '패플키즈', 스포츠/아웃도어 전문몰 '액티비티' 런칭 |
| 2017년 | 매장용 SCM 개발, 슈즈/잡화/뷰티/명품몰 '스타일샵' 신규 런칭                  |
| 2018년 | 모바일 리뉴얼 오픈, GMV 2,337억 달성                                         |
| 2019년 | 모다아울렛몰 런칭, GMV 2,892억 달성                                          |
| 2020년 | 코리아패션대상 장관표창 수상, SCM 리뉴얼 오픈, GMV 4,795억 달성              |
| 2021년 | 스타일크루 런칭, 패션플러스 리뉴얼 오픈, GMV 5,300억 달성                    |
| 2022년 | TV CF 런칭 (메인모델: 권나라)                                                |
| 2024년 | 하고하우스와 합병                                                            |
| 2025년 | '가장 가까운 아울렛, 패션플러스' 브랜딩 영상 런칭                            |

## 주요 브랜드
2025년 4월 기준 약 9,000여개의 브랜드가 입점해있다. 입점 브랜드 현황은 여기에서 확인 가능하다.